# Epimimastis
Epimimastis is een geslacht van vlinders van de familie tastermotten (Gelechiidae).

## Soorten
- E. catopta Meyrick, 1919
- E. emblematica Meyrick, 1916
- E. escharitis Meyrick, 1916
- E. glaucodes Meyrick, 1910
- E. porphyroloma (Lower, 1897)
- E. tegminata Meyrick, 1916